# هوب بوث
هوب بوث هي ممثلة كندية، ولدت في 1878، وتوفيت في 15 ديسمبر 1933.